# Reezy

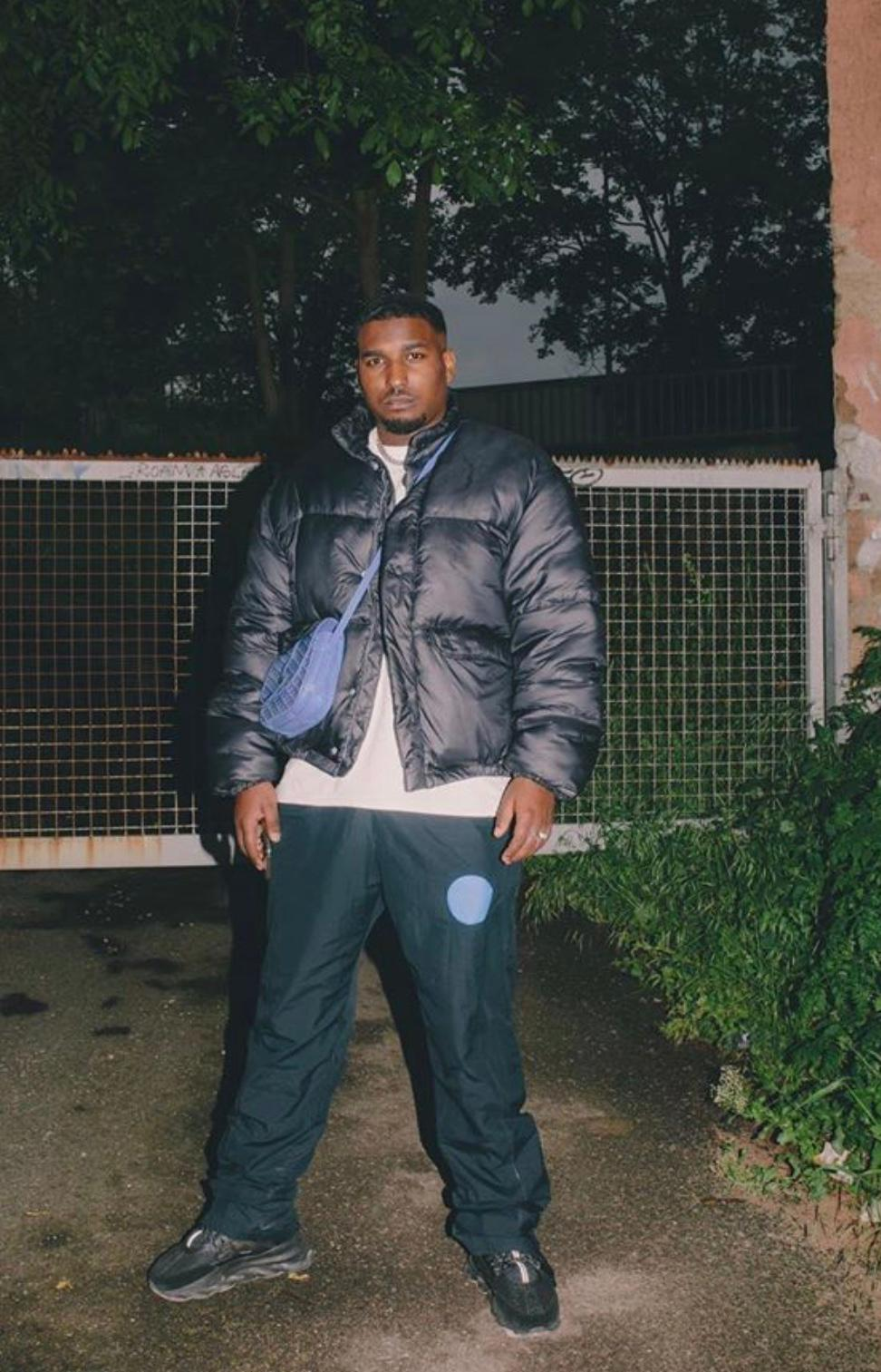
Reezy (2020)

Reezy (* 28. Juni 1995 in Frankfurt am Main; bürgerlich Raheem Heid, Eigenschreibweise reezy), auch bekannt als Raheem Supreem, ist ein deutscher Rapper und Musikproduzent.

## Biografie
Raheem Heid wuchs in der Nordweststadt im Frankfurter Ortsbezirk Nord-West auf. Er besuchte die Grundschule in Frankfurt-Niederursel, den Realschulabschluss machte er im Wetteraukreis. Seine Wurzeln liegen in den USA und in Deutschland.
Reezy begann Anfang der 2010er-Jahre als 15-Jähriger mit dem Musik machen. Nach seinen eigenen Angaben lernte er mit Hilfe von Youtube-Tutorials Klavier und Gitarre, produzierte seine eigene Musik und rappte dazu. Auf seine Veröffentlichung bei SoundCloud wurde auch Bausa aufmerksam, und als sie sich 2016 bei einem Konzert zufällig trafen, half er Heid beim Einstieg ins Musikgeschäft. Unter dem Rappernamen Reezy war er unter anderem Support-Act von RIN, und als Produzent Raheem Supreem war er für ihn und Bausa und andere Rapper tätig. Beim Label Two Sides, einer Kooperation von Bausa mit Sonys Four Music, wurde er 2017 als erster unter Vertrag genommen.
Seine erste Chartplatzierung hatte er 2018 als Gast auf Bausas Single Belle etage 2.0. Ebenfalls 2018 veröffentlichte er kurz nacheinander zwei Mixtapes mit unterschiedlicher Ausrichtung; die Arbeit an diesen Veröffentlichungen erfolgten vorwiegend nachts, da er 2018 in Bad Homburg auch noch seine Ausbildung als Informatiker abschloss. Sein Debütalbum Teenager Forever erschien im Frühjahr 2019 und schaffte im deutschsprachigen Raum den Charteinstieg, auch wenn es sich nur kurz hielt und keinen Singlehit hervorbrachte. Der erste eigene Hit war am Jahresende Phantom mit Summer Cem, der es in die Top 20 brachte. 2020 konnte er einige weitere kleinere Hits folgen lassen, darunter den zweiten Top-20-Hit Sandmann gemeinsam mit Bausa. Das zweite Album Weißwein & Heartbreaks kam im September auf Platz 10.
Nach der Veröffentlichung seines zweiten Albums Weißwein & Heartbreaks brachte Reezy, in Anspielung dazu, seinen eigenen Weißwein namens Hotel Heartbreak auf den Markt.
Reezys Vater ist der Frankfurter Rapper D-Flame.

## Diskografie
Studioalben

| Jahr | Titel Musiklabel                         | Höchstplatzierung, Gesamtwochen, AuszeichnungChartplatzierungen (Jahr, Titel, Musiklabel, Platzierungen, Wochen, Auszeichnungen, Anmerkungen) | Höchstplatzierung, Gesamtwochen, AuszeichnungChartplatzierungen (Jahr, Titel, Musiklabel, Platzierungen, Wochen, Auszeichnungen, Anmerkungen) | Höchstplatzierung, Gesamtwochen, AuszeichnungChartplatzierungen (Jahr, Titel, Musiklabel, Platzierungen, Wochen, Auszeichnungen, Anmerkungen) | Anmerkungen                              |
| Jahr | Titel Musiklabel                         | DE | AT | CH | Anmerkungen                              |
| ---- | ---------------------------------------- | --- | --- | --- | ---------------------------------------- |
| 2019 | Teenager Forever Four Music (Sony)       | DE25 (1 Wo.)DE | AT40 (1 Wo.)AT | CH77 (1 Wo.)CH | Erstveröffentlichung: 22. März 2019      |
| 2020 | Weißwein & Heartbreaks Four Music (Sony) | DE10 (3 Wo.)DE | AT15 (2 Wo.)AT | CH33 (2 Wo.)CH | Erstveröffentlichung: 18. September 2020 |
| 2022 | Loyalty over Love Four Music (Sony)      | DE3 (7 Wo.)DE | AT5 (4 Wo.)AT | CH9 (1 Wo.)CH | Erstveröffentlichung: 29. April 2022     |
| 2023 | Mr. Misunderstood Four Music (Sony)      | DE1 (44 Wo.)DE | AT2 (22 Wo.)AT | CH2 (15 Wo.)CH | Erstveröffentlichung: 12. Mai 2023       |